# Louis Vuitton (dissenyador)
Louis Vuitton   (Lavans-sur-Valouse, 4 d'agost de 1821 - Asnières-sur-Seine, 27 de febrer de 1892) va ser un empresari francès. Va ser el fundador de la marca Louis Vuitton de marroquineria ara propietat de LVMH. Anteriorment va ser proveïdor de maletes i equipatge per l'emperadriu Eugènia de Montijo, esposa de Napoleó III.

## Primers anys
Vuitton va néixer el 4 d'agost de 1821 a Anchay a la regió de Roine-Alps. Descendent d'una família obrera, els avantpassats de Vuitton eren ebenistes, fusters, grangers i modistes. El seu pare, Xavier Vuitton, era un pagès, i la seva mare, Corrine Gaillard, era barretera. La mare de Louis va morir quan ell només tenia 10 anys, pocs anys més tard Xavier també va morir.

## Treball i Carrera
El primer dia de clima tolerable en la primavera del 1835, a l'edat de 13 anys, Vuitton va escapar de casa sol amb la intenció de caminar fins a París en un viatge de quasi 500 kilòmetres. Va viatjar durant més de dos anys, fent les feines més diverses per alimentar-se durant el camí i quedant-se a dormir allà on podia trobar refugi. Va arribar a la ciutat de París al 1837, quan tenia 16 anys. La ciutat era molt pobra i es trobava en plena Revolució Industrial. Vuitton va aconseguir feina com a aprenent al taller d'un fabricant de maletes i baguls amb èxit anomenat Monsieur Marechal. Al s.XIX, a Europa fabricar maletes i baguls era un art molt respectable i urbà. Louis només va necessitar alguns anys per plantejar una reputació entre la classe acomodada de París.
L'any 1854, Vuitton es va casar amb Clemence-Emilie Parriaux, que només tenia 17 anys. Poc després va deixar la tenda de Marechal i va obrir la seva pròpia tenda de maletes i baguls. 4 anys més tard, Vuitton va introduir els seus revolucionaris baguls apilables, de forma rectangular, una novetat en el mercat on només hi havia baguls de vores arrodonides. La gran quantitat de comandes que va tenir el va portar a expandir-se a un taller més gran fora de París. Després del restabliment de l'imperi francès sota Napoleó III, Vuitton va ser contractat com a fabricant personal de l'emperadriu de França, la comtessa espanyola Eugènia de Montijo. Montijo va obrir-li la porta a Vuitton a una clientela d'elit, així com a la reialesa, que li va donar feina la resta de la seva carrera, iniciant la marca Louis Vuitton, de gran prestigi en el món de la marroquineria.

## Mort
Va continuar treballant fins a la seva mort, que li va arribar el 27 de febrer de 1892 a l'edat de 70 anys. Després de la seva mort el seu fill Georges Vuitton va prendre el control de l'empresa.